# Линхей (строение)

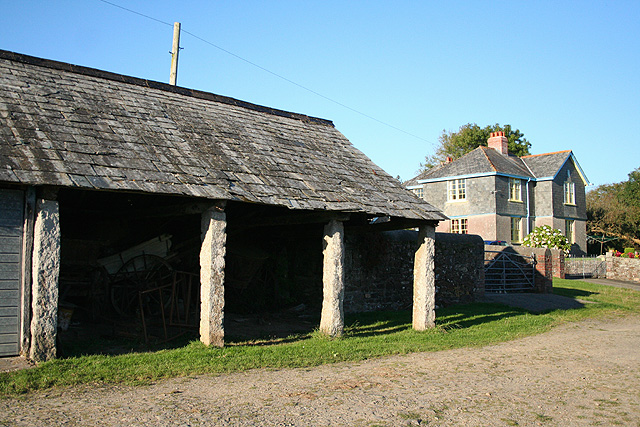
Линхей в Тросуэлл, Корнуолл

Линхей (англ. linhay, англ. linny; /ˈlɪni/; «лини», «линхай») — старинный тип английской сельскохозяйственной постройки, особенно рапсространённый в графстве Девон; фермерская надворная постройка с открытым фасадом и обычно наклонной крышей. Линхеи использовались для хранения сена наверху и для укрытия крупного рогатого скота (коров) внизу строения, либо для хранения сельскохозяйственной техники, а до этого повозок и телег.

## Архитектура

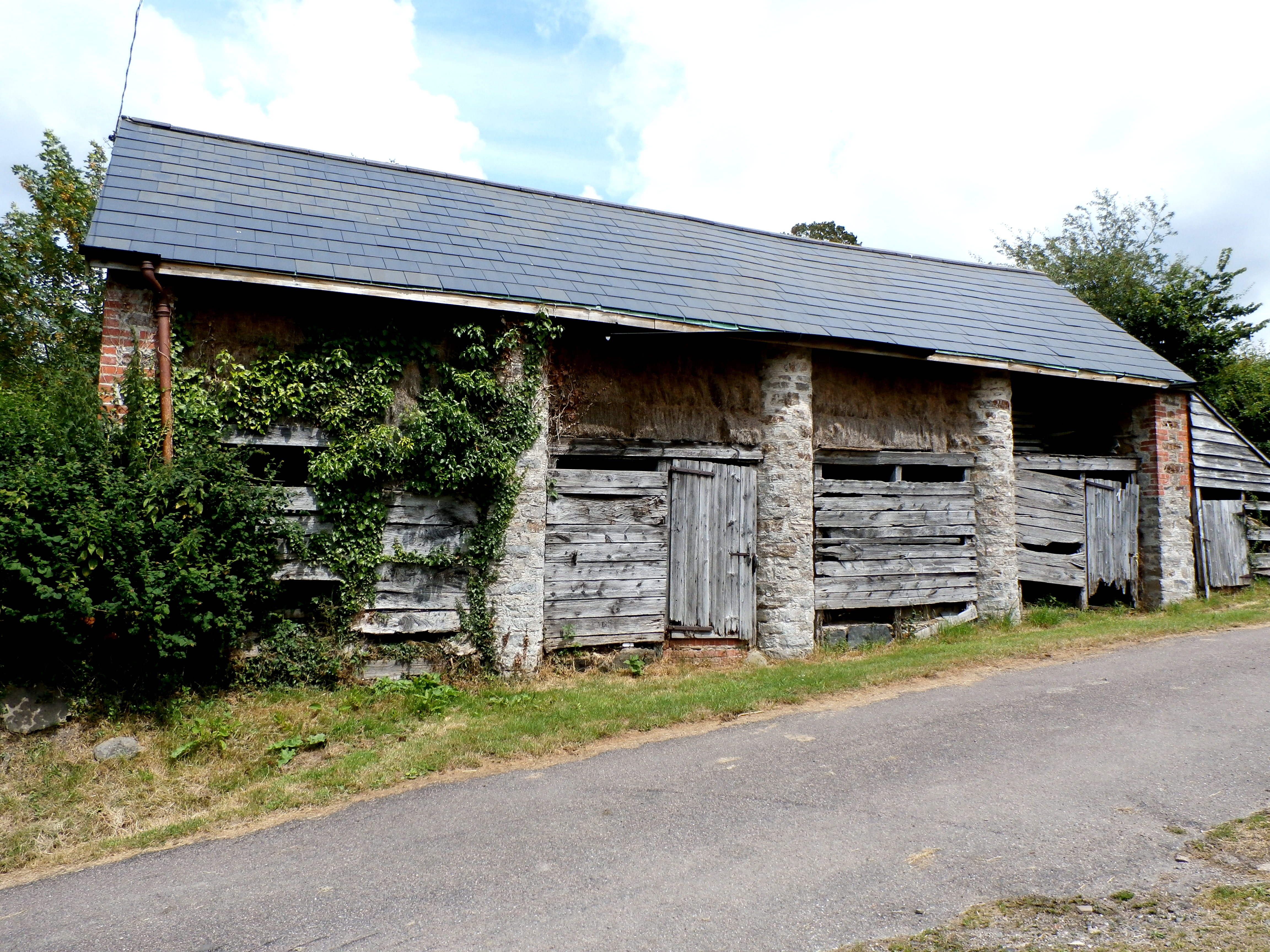
Линхей на ферме Пул, Эксбридж, Девон. Сено хранится в таллете сверху, стойла для скота расположены на первом этаже. Колонны в полный рост сделаны из щебня на известковом растворе.

Этот тип фермерского здания распространён в Англии, особенно в графствах Девон и Сомерсете на юго-западе. Линхей представляет собой двухэтажное здание с открытым фасадом, с таллетом (англ. tallet), то есть сеновалом наверху и скотным двором внизу. Аналогичные постройки — на первом этаже скотина, на втором сено, заготовленное для скотины на зиму, часто возводились и в России. Линхей часто имеет наклонную крышу, а его передняя фасадная часть обычно состоит из регулярно расположенных столбов или колонн.

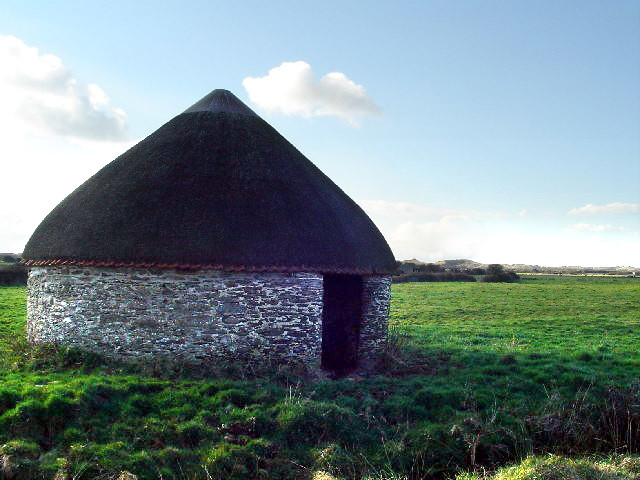
Круглый линхей в Браунтоне, графство Девон; недалеко от осушённого болота.

Линхеи использовались для содержания крупного рогатого скота зимой  на первом этаже, в то время, как на втором хранилось сено.Благодаря широкой открытой передней части сено легко подбрасывалось в таллет человеком, стоящим на телеге, с помощью вил. Сено оставалось сухим, так как находилось под крышей, и в то же время служило теплоизоляцией для скота внизу, на корм которому и заготовлялось, причем для кормления скота сено сбрасывалось работниками со второго этажа на первый прямо через отверстия в полу, расположенные над кормушками.
Первый этаж линхея также мог использоваться как каретный сарай, место хранения повозок и телег, позднее там можно было разместить и трактор. Линхеи в настоящее время в значительной степени устарели, так как в Англии крупный рогатый скот обычно размещают в больших свайных сараях из гофрированных и профилированных металлических элементов с пластиковыми крышами, а силос заготовляют машинным способом в виде тюков и сыплют в кормушки, заранее измельчённый.
Редким типом линхея является круглый линхей, который можно встретить, например, в поселении Браунтон, графство Девон.

### Северная Америка
В ньюфаундлендском английском термин linney означает складское или кухонное помещение, либо крыльцо с сенями,  решённое в виде пристройки к задней части дома. В американском английском линхей это открытый сарай или навес, пристроенный к скотному двору или главному зданию фермы.